# Зерноград

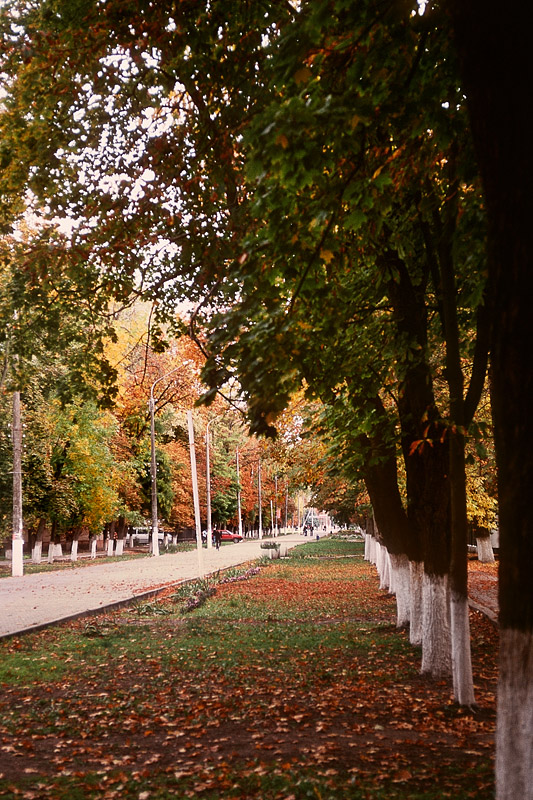
Вулиця Леніна.

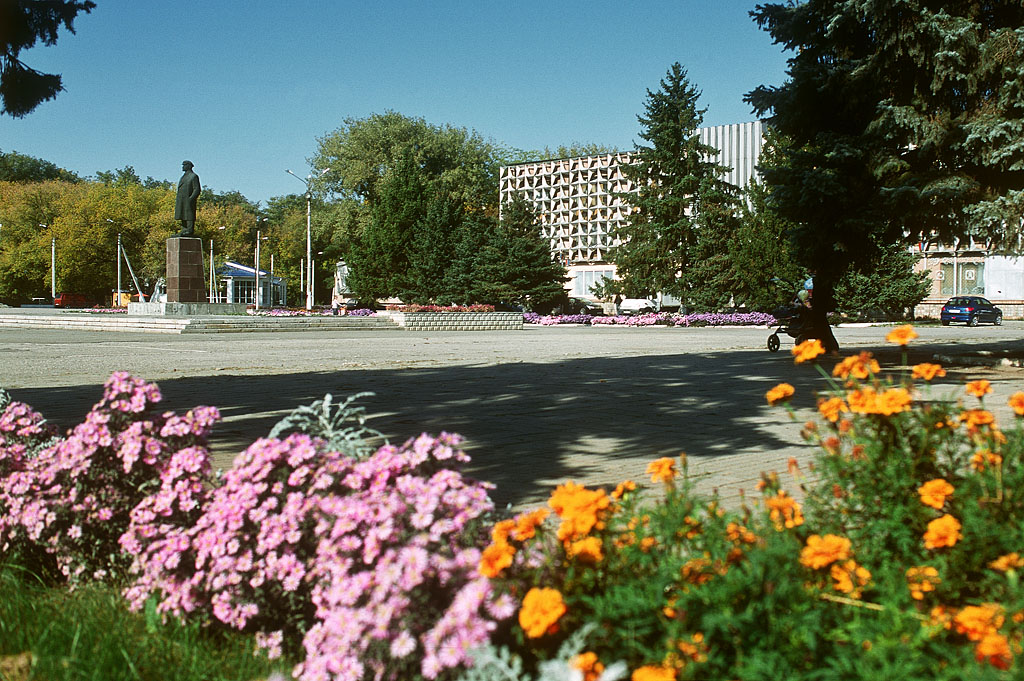
Площа.

Зерноград — місто (з 1951) в Росії, адміністративний центр Зерноградського району та Зерноградського міського поселення Ростовської області. 

## Географія
Місто розташоване в Сальських степах, за 61 км від Ростова-на-Дону (по прямій). Відстань по автотрасі — 77 км. Однойменна залізнична станція Північно-Кавказької залізниці, яка в період 1915 — 1973 років носила назву Верблюд.

### Клімат
Клімат помірно-континентальний. Зима м'яка; середня температура січня -4,4 °C. Літо спекотне, тривале, з переважанням сонячної погоди.

## Історія
Місто виникло як селище в 1929.

### Витоки
1 серпня 1928 було засновано новий орган загальносоюзного значення — «Зернотрест». Його головними завданнями висувалися: будівництво зернових радгоспів та керівництво їх виробничою діяльністю. Досвіду створення рентабельних зернових господарств у СРСР не було. Крім того, не було ні підготовлених механізаторських кадрів, ні достатньої кількості фахівців, здатних керувати створюваними великими сільськогосподарськими підприємствами. Потрібна була своєрідна лабораторія радгоспного будівництва. Такою лабораторією став Навчально-дослідний зернорадхоз № 2. Було прийнято рішення про розгортання центральної садиби зернорадхозу в районі роз'їзду Верблюд.
Найстаріший місцевий житель Григорій Іванович Міхно про роз'їзд Верблюд: 
Перед першою світовою війною царський уряд вирішив зв'язати залізницею Ростов-на-Дону (через залізничний вузол Батайськ) та станцію Торгову (нині місто Сальськ). До 1915 року будівництво дороги було завершено. Інженери приймали її в експлуатацію. На півдорозі зі станиці Кагальницька до станиці Мечотінська вирішили відкрити роз'їзд. Зупинилися, стали думати; як назвати? Навкруги ковиловий степ, людей немає, а порівняно недалеко паслися верблюди. От і вирішили назвати роз'їзд «Верблюд».
На початку листопаду 1928 року розгорнулася всебічна підготовка до зведення центральної садиби, що поклала початок Зернограду.
2 листопада 1928 року в Москві приймається рішення з підготовки будівельної кампанії Зернотресту на 1929. У постанові підкреслювалося: 
Зважаючи виняткове значення показового радгоспу та сприятливі умови для ведення великого зернового господарства при ст. Верблюд, визнати найбільш доцільним встановити тут тип капітального будівництва теплий бетон та цегла.".

### Бурхливе будівництво
У січні 1929 почали зводиться перші під'їзні шляхи, будувалися тимчасові бараки, стали прибувати ешелони з технікою та будівельними матеріалами.
26 березня 1930 Рада Народних Комісарів СРСР прийняла спеціальну Постанову про відкриття на Північному Кавказі Інституту інженерів-механіків землеробства, згідно з яким інститут повинен розвернутися на базі Навчально-дослідного зернорадхозу № 2 (ст. Верблюд, Північно-Кавказький край (майбутнє місто Зерноград) )з 2-х річним терміном навчання і з розрахунком щорічного випуску в 500 осіб. У квітні 1930 на навчання в інститут прибуло 535 осіб. На навчання своїх представників направляли такі міста: Москва — 181 студент, Ленінград — 154 студенти, 31 студент приїхав з Ростова-на-Дону, 24 — з міста Тула, з Пермі — 14 та багато інших. 

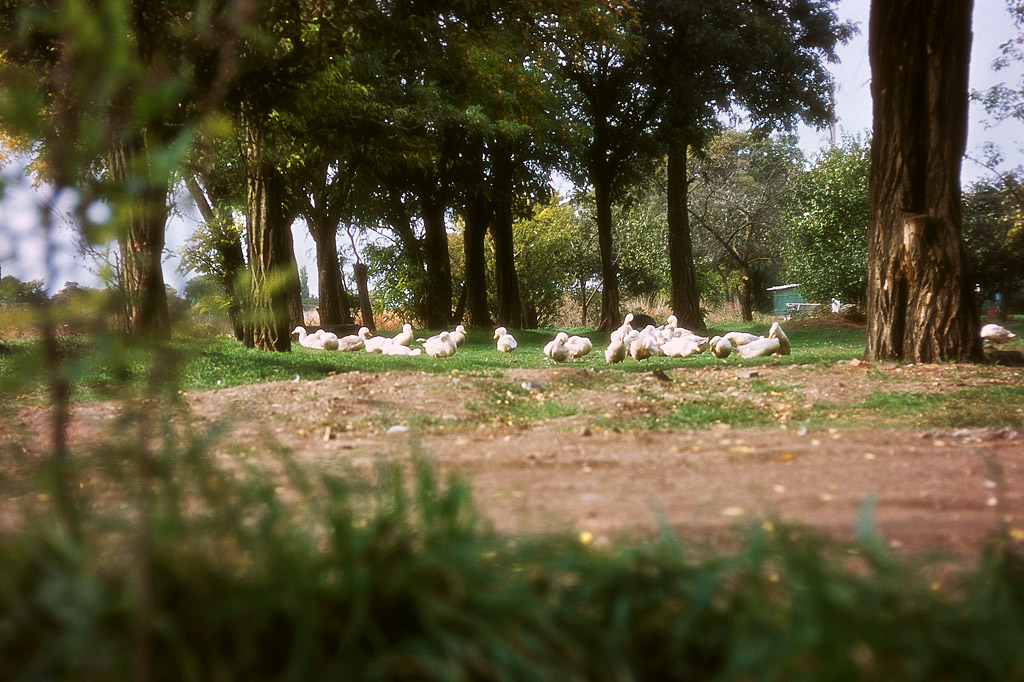
Нове селище.

Центральна садиба будувалася достатньо високими темпами. До кінця 1930 були споруджені 11 багатоквартирних житлових будинків, клуб, їдальня, елеватор, лазня-пральня, ремонтна майстерня, автогараж, котельня, контора, пекарня, 19 дерев'яних сараїв для машин і ряд інших об'єктів. У 1930 році вже функціонували поліклініка та лікарня. Шкільні заняття (перший-третій класи) проводилися спочатку (1929 — 1930 рр..) в приміщенні клубу ім. Горького, у будівлі дитячих ясел.
Наприкінці грудня 1930 відбулися вибори до першої селищної Ради.
19 листопада 1937 Зерноград відвідала група іноземних делегатів, складі яких перебували робітники та суспільно-політичні діячі США, Англії, Південної Африки, 21 листопада група делегатів з Франції та Швейцарії.
У довоєнні роки науково-виробничий та освітній комплекс молодого міста зазнав багато реформ, укрупнень, реорганізацій. У 1936 році було побудовано чотириповерховий будинок середньої школи на понад тисячу місць (нині школа № 2), школа була однією з найкращих на Дону за якістю підготовки учнів.

### Роки війни
З перших днів Другої світової війни Зерноградська машинно-тракторна майстерня освоїла виробництво військової продукції. Було створено спеціальний цех для виробництва корпусів снарядів для 45-міліметрових протитанкових гармат.
15 липня 1942 над містом вперше з'явилися німецькі бомбардувальники. Почалася бомбування. В останніх числах липня 1942 року почалася евакуація майна, обладнання підприємств та установ міста. Група ентузіастів, патріотів міста та заводу — Костянтин Данилович Тимофєєв, Іван Андрійович Дзюба, Сергій Кіндратович Букаєв здійснили евакуацію основного обладнання заводу за допомогою двох гусеничних тракторів.
Зерноградський інститут наприкінці липня 1942 евакуювався до міста Кустанай, Казахської РСР. Однак евакуюватися зуміли та встигли не всі. Ряд співробітників та студентів, а також жителів міста був застигнутий німецькими військами в степу. 30 липня 1942 Зерноград було окуповано німецькими військами.
Зерноград було звільнено 30 січня 1943. У боях за місто відзначилися 34-а гвардійська стрілецька дивізія, 6-а гвардійська танкова бригада, а також деякі інші частини та з'єднання 28-ї армії.

### Місто сьогодні
Зерноград — унікальний центр сільськогосподарської науки. У Всеросійському науково-дослідному проектно-технологічному інституті механізації та електрифікації сільського господарства (ВНІПТІМЕСХ), Всеросійському науково-дослідному інституті зернових культур ім. І. Г. Калиненко, Азово-Чорноморської державної Агроінженерний академії  (АЧГАА), на Північно-Кавказькій машиновипробувальній станції створюються і випробовуються нові сільськогосподарські машини, високоврожайні сорти озимої пшениці та озимого ячменю, сорго, рису, кукурудзи та інших сільськогосподарських культур. Третина споживаного в країні хліба випікається з сортів пшениці Зерноградської селекції.
В Азово-Чорноморській державній Агроінженерній академії на семи факультетах готують фахівців агропромислового комплексу з 15 спеціальностей. У Зернограді проживає рекордне для маленького міста кількість кандидатів та докторів наук. Місто Зерноград претендує на звання наукового міста Російської Федерації. 1 травня 2009 року місто відзначило 80-річчя з дня заснування.

## Економіка
Найбільші підприємства:
- завод сільськогосподарських машин;
- ТОВ АК «Альтаїр»;
- ТОВ «Нева-М».

У місті розташований великий елеватор. Розвивається малий бізнес.

### Транспорт

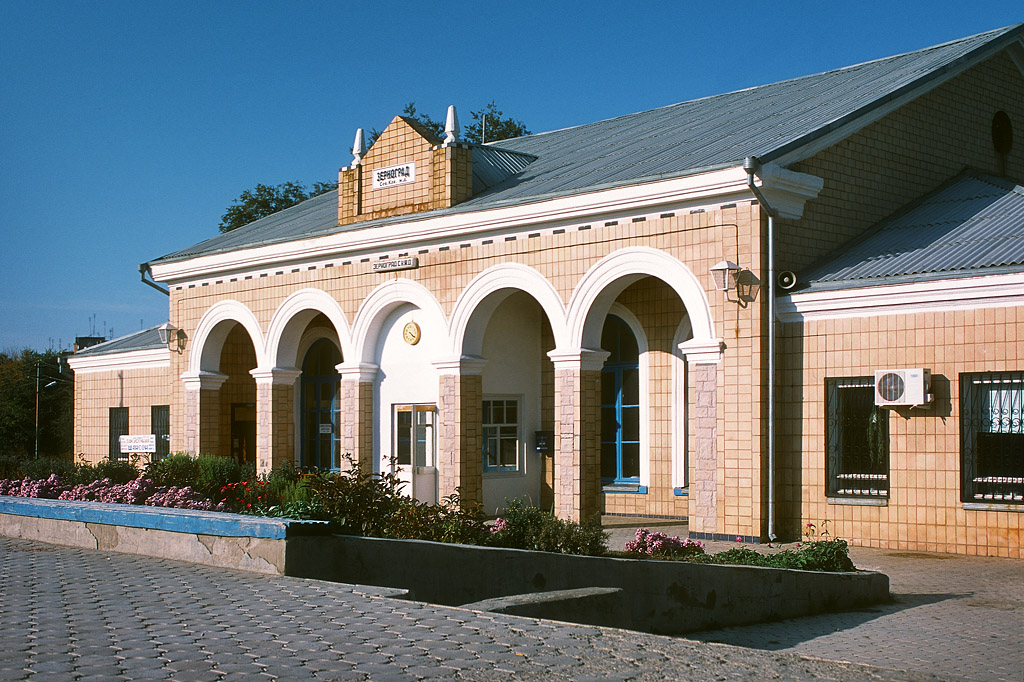
Зерноград Ростовської області. Станція Зерноград.

У місті залізнична станція «Зерноград» СКЖД. Міський транспорт представлений маршрутними таксі та автобусами. Є декілька комерційних фірм таксі. 
Підтримується пасажирське сполучення з Ростовом-на-Дону допомогою маршрутних таксі та автобусів.

### Військові об'єкти
На схід від міста Зерноград розташовано військовий аеродром «Зерноград-3» (військова частина).

## Культура
Серед найбільших заходів міста — щорічний рок-фестиваль «ZerRo-Fest»[недоступне посилання з квітня 2019] .
У місті є: Будинок культури, готелі, Будинок офіцерів, стадіон, сучасний спортивний комплекс на базі військового гарнізону (в планах влади будівництво ще одного), парк культури та відпочинку, музична школа, кілька бібліотек, історико-краєзнавчий музей, сучасно обладнаний кінотеатр «Зерноград» (кол. «Комсомолець»), ряд клубних молодіжних закладів розважального характеру.

## Освіта та наука

### Вищі навчальні заклади
- Азово-чорноморська державна Агроінженерна академія
- Ростовський інститут підвищення кваліфікації кадрів агропромислового комплексу
- Заочний факультет міжрегіонального інституту економіки та права
- Філія Південного федерального університету
- Зерноградська філія Таганрозького державного педагогічного інституту
- Зерноградська філія Московського Інституту економічних перетворень

## ЗМІ
- Телеканал «Зерноград» (ТНТ)
- Газета «Донський маяк»
- Газета «Безкоштовне задоволення»
- Газета «Зерноградочка»
- Газета «Стильне місто»
- Журнал «Зернове господарство Росії» (територія розповсюдження — РФ)
- Газета «10 000 вакансій» (територія розповсюдження — РФ)
- Журнал «Вісник аграрної науки Дону» (територія розповсюдження — РФ)